# Juliette Bise
Juliette Bise, née le 20 décembre 1922 et décédée le 23 mai 2011, est une musicienne, chanteuse et enseignante vaudoise.

## Biographie
Juliette Bise naquit dans une famille fribourgeoise de non-musiciens. Elle est d'abord repérée par le prêtre de l'église où elle chante. Elle suit alors des cours au Conservatoire de musique de Genève puis se perfectionne à l'étranger. Elle travaille au Mozarteum de Salzbourg, à Hilversum (aux Pays-Bas), à Vienne et Budapest.
Juliette Bise a travaillé de 1948 à 1955 au Grand Théâtre de Genève, interprétant entre autres, le rôle de Charlotte dans le Werther de Massenet. Elle épouse le médecin Ido Delnon, et le couple s'installe à Zurich, puis à Berne.
De santé fragile, elle se tourne rapidement vers l'enseignement. Enseignant d'abord de 1954 à 1972 au Conservatoire de Fribourg puis de 1972 à 1988 à celui de Lausanne, elle donne également des master class dans l'Europe entière et reçoit des élèves à son domicile de Berne, organisant des soirées d'artistes et des concerts privés. Son enseignement est renommé et parmi ses élèves figurent quelques-uns des principaux solistes suisses de l'époque : Magali Schwartz, François Loup, Philippe Huttenlocher, Eric Tappy, tous liés, entre autres, au chef de chœur et d'orchestre Michel Corboz.
Son fils Georges Delnon, metteur en scène, est l'actuel directeur de l'Opéra de Bâle (Theater Basel) et du Festival de Schwetzingen (en Allemagne).

## Sources
- « Juliette Bise », sur la base de données des personnalités vaudoises sur la plateforme « Patrinum » de la Bibliothèque cantonale et universitaire de Lausanne.
- Antoine Pecqueur, "Juliette Bise, l'Art de la transmission", dans Revue Musicale de Suisse romande, Fully, n° 64/3, septembre 2011, p. 20-23
- Jacques Tchamkerten, « Juliette Bise », dans le Dictionnaire du théâtre en Suisse en ligne.
- La Broye, "actualités", 9 juin 2011, p. 15.